# Abyla haeckeli
Abyla haeckeli is een hydroïdpoliep uit de familie Abylidae. De poliep komt uit het geslacht Abyla. Abyla haeckeli werd in 1908 voor het eerst wetenschappelijk beschreven door Lens & van Riemsdijk. 